# 約翰·金特一世
約翰·金特一世（德語：Johann Günther I.，1532年12月20日—1586年10月28日），第一代施瓦茨堡-松德斯豪森伯爵，金特四十世的次子，1571年至1586年在位。

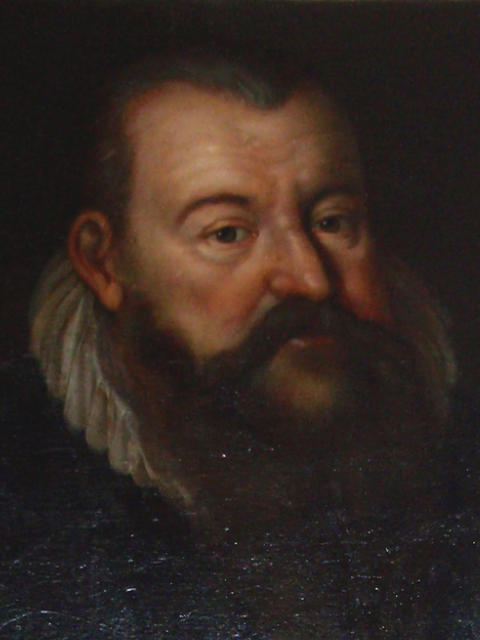

## 家庭
1566年，約翰·金特與歐登堡伯爵安東一世的女兒安娜結婚，兩人共有4子2女：
1. 金特四十二世（1570年—1643年）
2. 安東·海因里希（1571年—1638年）
3. 卡塔里娜（1572年—1626年）
4. 約翰·金特二世（1577年—1631年）
5. 克里斯蒂安·金特（1578年—1642年）
6. 多蘿西亞（1579年—1639年）